# Палац Незалежності (Мінськ)
Палац Незалежності (біл. Палац Незалежнасці)  — палац в Мінську. Розташований на проспекті Переможців, поруч виставковим центром «БелЕкспо» та площею Державного прапора, неподалік від Парку Перемоги. 
У Палаці проходять найважливіші державні заходи, починаючи від вручення іноземними послами вірчих грамот та закінчуючи нарадами глав держав. Палац Незалежності в комплексі з площею Державного прапора, за словами Олександра Лукашенко, покликаний підкреслювати непорушність білоруської державності та незалежності. 
Загальна площа Палацу Незалежності становить близько 50 000 м². У ньому налічується кілька сотень приміщень. Палац орієнтований згідно з ортодоксальною традицією спорудження храмів.[джерело?]

## Зовнішні посилання
- Палац Незалежності. БелТА. Архів оригіналу за 27 жовтня 2013. Процитовано 12 лютого 2015.